# El Viso (Albacete)
El Viso es una localidad española perteneciente al municipio de Balsa de Ves, en la provincia de Albacete, comunidad autónoma de Castilla-La Mancha.

## Demografía
Evolución de la población
| Gráfica de evolución demográfica de El Viso entre 2000 y 2016      |
|                                                                    |
| Población de derecho (2000-2016) según el padrón municipal del INE |